# Raión de Aragats
El raión de Aragats es uno de los cuatro raiones que forman la provincia armenia de Aragatsotn. Su población a fecha de 12 de octubre de 2011 era de 13 250 habitantes.
Está formado por las siguientes aldeas y ciudades (c):
- Alagyaz 439
- Avshen 229
- Berkarat 795
- Charchakis 443
- Geghadir 590
- Geghadzor 1223
- Gegharot 490
- Hnaberd 1836
- Jamshlu 197
- Kaniashir 292
- Lernapar 536
- Madunts 208
- Melikgyugh 999
- Mijnatun 203
- Mirak 125
- Norashen 1046
- Rya Taza 531
- Shenkani 255
- Sipan 182
- Tsaghkahovit 1,611
- Tsilkar 554
- Vardablur 466[1]